# 糯康
糯康（掸语： Naw Kham；1969年11月8日—2013年3月1日），人称塞糯康（ Sai Naw Kham），是金三角地区一位重要毒枭。緬甸籍掸族人。曾經在緬甸毒梟坤沙的蒙泰軍部隊服役，精通緬語、泰語以及些許汉语。糯康为缅甸掸邦大其力县一乡长，是2011年金三角中国船员遇袭案的主谋之一。
2013年3月1日15時许，糯康和另外三名同伙（桑康·乍薩、依萊和扎西卡）一起在雲南省昆明市中级人民法院被執行了注射死刑。

## 販毒生涯
糯康出生在缅甸的臘戍，撣族人。他曾是緬甸軍閥大毒梟坤沙的部下。坤沙於1996年向緬甸政府投降以謀求特赦，2010年糯康成为缅甸掸邦大其力县一乡长，缅甸三十人组民团，活躍於緬甸、老撾、泰國邊境交界之處。坤沙投降是1996年，坤沙地盘被佤邦联合军和南掸邦军瓜分，糯康集團属于缅甸国防军下属大其力县，一乡民团、相当于乡长兼民兵连长，是缅甸合法民团，靠近泰國邊界的大其力縣為根據地，制而且佔據了湄公河地區，對過往船隻的船員行收税，如果不交税则抢劫、綁架、謀殺、敲詐，因此受到中國通緝。
2011年10月5日，中國船員在湄公河金三角泰國水域被襲击殺害。中國警方派人前往緬甸、老撾、泰國，聯合當地警方調查，查明此事系糯康集團所為。中國、緬甸、老撾、泰國四國在湄公河聯合查緝，對糯康進行圍捕。2012年4月25日晚上，糯康在老挝境內被逮捕，並於5月10日引渡至中国。
2012年9月20日上午9時30分，雲南省昆明市中級人民法院對糯康（緬甸人，死刑）、桑康·乍薩（泰國人，死刑）、依萊（無國籍，死刑）、扎西卡（寮國人，死刑）、扎波（緬甸人，死緩）、扎拖波（緬甸人，有期徒刑八年）等6名被告人分别以涉嫌 故意殺人罪 、運輸毒品罪、綁架罪、劫持船隻罪公開開庭審理。11月6日，糯康在昆明被判處死刑，剥夺政治权利终身，赔偿各附带民事诉讼原告共计人民币六百万元。12月20日，二審在雲南省高級人民法院公開開庭審理。12月26日，雲南省高級人民法院作出終審裁定，駁回上訴，維持原判。
2013年3月1日下午15時左右，糯康與桑康、 依萊、 扎西卡一起，在昆明被法警押赴刑场，執行注射死刑。 糯康臨刑前用漢語道白：「睡不著，想我媽」。

## 外部連結
- 中国中央電視台新聞頻道：湄公河血案主犯糯康執行死刑 （页面存档备份，存于）
- 專題網頁：凤凰网 （页面存档备份，存于）／人民网 （页面存档备份，存于）

## 湄公河血案題材電影
- 湄公河大案
- 湄公河行動